# Furness
La península de Furness es una pequeña península del Reino Unido localizada en la parte central de la isla de Gran Bretaña, en la costa occidental bañada por el mar de Irlanda. Administrativamente, está en el sur de Cumbria, en Inglaterra. En su extensión más ancha, se considera que abarca todo North Lonsdale, aquella parte de la hundred de Lonsdale que es un enclave del condado histórico de Lancashire, que queda al norte de la bahía de Morecambe.
La zona se divide en Low Furness y High Furness. Low Furness es la península; entra en el mar de Irlanda y delinea el borde occidental de la bahía de Morecambe. El extremo meridional de la península está dominado por las marismas de mareas de la bahía. La larga y estrecha isla de Walney queda frente a la costa suroeste de la península. High Furness es la parte meridional de la zona, aquella era parte de North Lonsdale pero no está en la península en sí. Gran parte de ella está dentro del parque nacional del Distrito de los Lagos, y contiene los Furness Fells. Limita con el lago más amplio de Inglaterra, Windermere. Además, la península de Cartmel es a menudo incluida en las definiciones de Furness. Hablando en sentido estricto, sin embargo, Cartmel no es parte de Furness, formando una península separada entre los estuarios de los ríos Leven y Kent. Ambas áreas juntas forman las penínsulas de Cumbria meridional.